# Rala
Rala (Errala en euskera y cooficialmente) es una entidad de población española del municipio de Lónguida, perteneciente a la Comunidad Foral de Navarra.

## Historia
Hacia mediados del siglo XIX, el lugar, ya por entonces perteneciente a Lónguida, tenía contabilizada una población de 34 habitantes. Aparece descrito en el decimotercer volumen del Diccionario geográfico-estadístico-histórico de España y sus posesiones de Ultramar de Pascual Madoz con las siguientes palabras:

RALA: l. del ayunt. y valle de Longuida, en la prov. y c. g. de Navarra, part. jud. de Aoiz (1 1/2 leg. aud. terr. y dióc. de Pamplona (6): sit. entre peñazcos y elevadas alturas: clima frio, reinan los vientos N. y S., y se padecen inflamaciones y catarros. Tiene 5 casas, igl. parr. de entrada (San Andrés), servida por un abad de provision de los vec.; cementerio en parage ventilado contiguo á la igl., y para el surtido de los habitantes una fuente en las inmediaciones. El térm. confina N. Uloci; E. Zariguieta; S. Meoz, y O. Ezcay; estendiéndose de N. á S. una legua, é igual distancia de E. á O., y comprendiendo dentro de su circunferencia las elevadas sierras denominadas de uzchua, Lluvia, y Rala, cuyas faldas se hallan pobladas de pinos, robles y arbustos; los bordas para los ganados, y muchas canteras de piedra caliza. El terreno es secano, montuoso y poco fértil; le atraviesa un arroyo, que formándose en las mencionadas sierras, va á confundirse con el r. Irati. caminos: los que conducen á los pueblos limítrofes: El correo se recibe de Aoiz, los martes y viernes. prod.: trigo, yeros, avena, y legumbres: cria de ganado lanar, cabrio y vacuno; caza de lobos, zorros, corzos, liebres y perdices. ind.: ademas de la agricola y pecuaria, algunos habitantes se dedican á serrar madera. pobl.: 5 vec., 34 alm. riqueza: con el valle (V.).
(Madoz, 1849, pp. 361-362)

En 2022, tenía empadronados dos habitantes.